# Podgórki (województwo dolnośląskie)
Podgórki (niem. Tiefhartmannsdorf) – wieś w Polsce położona w województwie dolnośląskim, w powiecie złotoryjskim, w gminie Świerzawa, w środkowej części Górach Kaczawskich w Sudetach Zachodnich.
1 stycznia 1959 Podgórki włączono do Wojcieszowa. Później ponownie wyłączono.

## Podział administracyjny
W latach 1975–1998 miejscowość położona była w województwie jeleniogórskim.

## Położenie

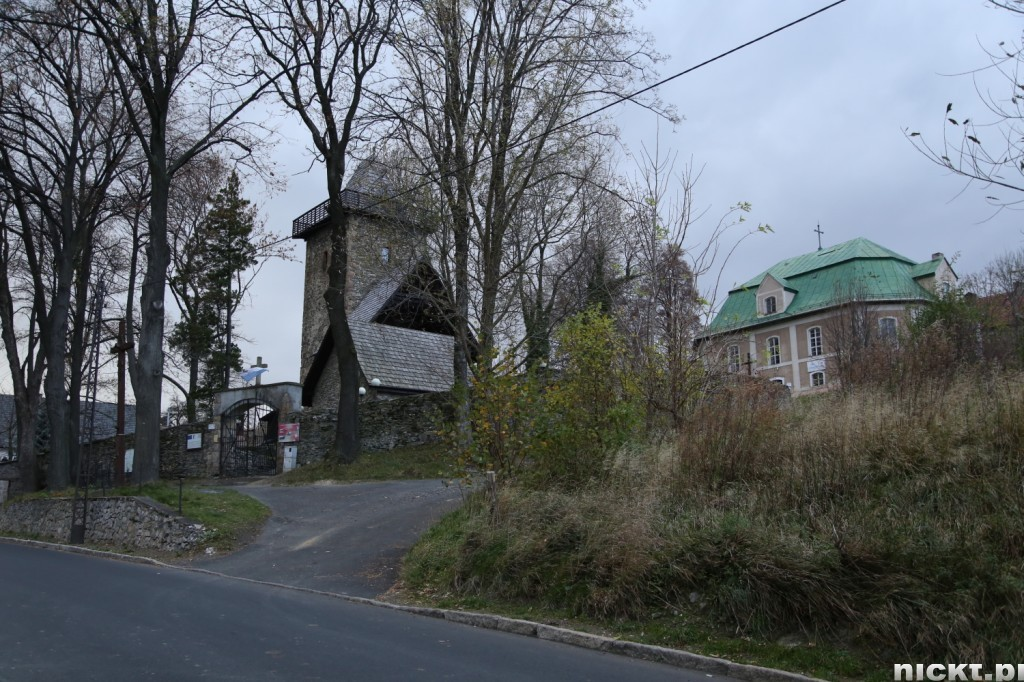
Wieża widokowa i kościół w Podgórkach

Długa wieś łańcuchowa, której zabudowa znajduje się na wysokości 400 do 530 m n.p.m., ciągnąc się na długości około 3,7 km w dolinie Świerzawy. Na północ od wsi wznoszą się Krzyżowa (567 m n.p.m.), Gackowa (549 m n.p.m.) i Radostka (532 m n.p.m.), na południu natomiast Kobyła (626 m n.p.m.), Ogier (646 m n.p.m.) oraz kilkuwierzchołkowy masyw Maślaka z najwyższą kulminacją o nazwie Folwarczna (720 m n.p.m.). Przez miejscowość nie prowadzą znakowane szlaki turystyczne. Nieopodal znajduje się Jaskinia Walońska, zwana też Jaskinią w Podgórkach (niem. Matzenloch - psotna, figlarna jama), z otworem wejściowym w północnych stokach Maślaka w granicach rezerwatu przyrody Buczyna storczykowa na Białych Skałach.

## Historia
Istnieją dwie hipotezy dotyczące początków wsi. Jedna z zakłada, że powstała około połowy XIV w. jako własność rodu von Schaffgotsch rezydującego wtedy w Czernicy i Chojniku. Według drugiej istnieją poszlaki, że wieś powstała wcześniej, tzn. na przełomie XIII i XIV w. na terenach należących do cystersów z Lubiąża. Pewne jest natomiast, że w XVI w. należała do braci Georga i Heinzego von Elbel, od których w drodze zastawu przeszły w ręce Johanna von Zedlitz z Bystrzycy i Balzera Reder. Ten drugi sprzedał swoją część 25 sierpnia 1597 r. Berhardowi von Zedlitz z Mysłowa.
Podczas wojny trzydziestoletniej Podgórki nadal należały do rodziny von Zedlitz, ale już z innej linii, ponieważ Georg Heinrich von Zedlitz zmarł w 1631 r. nie pozostawiwszy spadkobierców. Wieś przejęła wdowa, pani na Bolkowie, ale już w 1635 r. sprzedała ją Kasprowi von Zedlitz z Pilchowic. Ten z kolei przekazał majątek synowi, również Kasprowi. Posiadłościami cieszył się on przez dziewięć lat, ponieważ podczas wojny 30-letniej, w 1644 r. został zastrzelony na wieży kościelnej.
W 1662 r. zarządcą dóbr w Podgórkach był cesarski rotmistrz von Sack z Wojcieszowa Średniego. Jeszcze w tym samym roku notowano kolejnego właściciela, a był nim kolejny Kasper von Zedlitz. Gdy w 1693 r. zmarł jego syn Conrad Gottlieb z Lubiechowej, Kaspar przekazał majątek w Podgórkach drugiemu synowi Carlowi Gottliebowi. Tenże od 1742 r. był starostą jeleniogórskim. Ponadto otrzymał od króla herb i tytuł barona von Zedlitz - Neukirch. On zapewne wybudował w Podgórkach pierwszy pałac. Było to w roku 1728.
Majątek rozwijał się coraz intensywniej. Hodowano bydło węgierskie, ponadto dochody przynosiła praca mieszkańców wsi w należących do dóbr lasach i kamieniołomach. Kiedy Carl Gottlieb zmarł w 1769 r. wieś przeszła w ręce jego syna Otto Friedricha Conrada barona von Zedlitz und Neukirch.
W 1825 r. Podgórki były jedną z większych wsi w okolicy i jednym z bogatszych majątków ziemskich. Właścicielem był wtedy baron Otto von Zedlitz. W 1870 roku z kolei baron von Zedlitz und Neukirch, mistrz ceremonii i okręgowy inspektor policji.
W rok później baron Hugo von Zedlitz und Neukirch sprzedał majątek hrabiemu von Harrach, który w krótkim czasie zabrał się za przebudowę pałacu. Wymieniono wówczas dach mansardowy na płaski z belwederem, a w późniejszych latach powstało boczne skrzydło z galerią nazywaną atelier, jako że hrabia ponoć był niezłym malarzem.
W 1915 r. majątek odziedziczyła córka hrabiego von Harrach, hrabina Elizabeth Vitzthum von Echstädt, a w 1939 r. przejął go jej syn, hrabia Wolfgang von Vitzthum. Ten już w dwa lata później zginął na froncie, a wdowa po nim, Ursula, pod koniec II wojny światowej (w 1944 lub 1945 r.) wyszła ponownie za mąż za hrabiego von Gersdorff. Hrabia nie zdążył już przejąć majątku, jako że nadszedł koniec wojny.

## Zabytki
Do wojewódzkiego rejestru zabytków wpisane są:
- kościół ewangelicki, obecnie rzymskokatolicki, filialny, pw. św. Józefa, z 1746 r.
- ruina kościoła parafialnego z XIII w., zbudowanego w 1506 r., przebudowanego w XVI w., prawdopodobnie na resztkach murów starszej świątyni. Spłonął w pierwszej połowie XIX w. i został częściowo rozebrany. Wieża przez jakiś czas służyła jeszcze jako dzwonnica. To na niej został zastrzelony w 1644 r. Kasper von Zedlitz. Na jednym z zachowanych fragmentów murów zewnętrznych można oglądać dwie całopostaciowe płyty nagrobne małżeństwa z herbami szlacheckimi:
- Georga Heinricha Zedlitz[6]:
  - rodowymi po lewej stronie, von: Zedlitz, Zedlitz, Rödern, Bock.
  - matczynymi po prawej stronie, von: Schindel, Niempsch, Tscheschaw, Seidlitz[6].
- Hedwig  von Zedlitz zd. von Rödern[7]:
  - rodowymi po lewej stronie, von: Rödern, Rödern, Tobel, Schafgotsch (współcześnie).
  - matczynymi po prawej stronie, von: Logau, Tscheschaw, Schwetling, Schreibersdorf[8].

a wewnątrz wieży:
- Bernharda von Zedlitz (zm. 1616)[7].

Na początku XIX w. kościół spłonął, po czym został częściowo rozebrany i ulegał stopniowej ruinie. W tym czasie okradzione zostały krypty wewnątrz kościoła oraz grobowiec pod kaplicą. W 2006 r. Urząd Miasta i Gminy w Świerzawie dzięki wsparciu finansowemu Unii Europejskiej dokonał rekonstrukcji dachu, wieży, nawy i kaplicy kościoła z zagospodarowaniem terenu wokół niego. Powstało w ten sposób jedno z ciekawszych miejsc widokowych Gór i Pogórza Kaczawskiego. Obiekt można zwiedzać w sezonie letnim w godz. 10:00 – 18:00
- cmentarz przy kościele, nieczynny
- zespół pałacowy, z XIX w.
  - pałac, po II wojnie światowej w pałacu mieścił się początkowo dom dziecka, a następnie szkoła rolnicza. 2 października 1961 w obiekcie wybuchł pożar. Podjęto odbudowę, która trwała do 1966 r., po czym przekształcono go w ośrodek kolonijno-wczasowy łódzkich zakładów włókienniczych. W latach 90. XX wieku zespół pałacowy został sprzedany i do dzisiejszego dnia pozostaje własnością prywatną
  - oficyna, nr 110
  - park